# Manuel Jesús Acosta Elías
Manuel Jesús Acosta Elías (Barcelona, 1970) és un filòleg català, polític de Vox i diputat al Parlament de Catalunya.